# Agapetus theischingeri
Agapetus theischingeri là một loài Trichoptera trong họ Glossosomatidae. Chúng phân bố ở miền Cổ bắc.